# Императорское Вольное экономическое общество
Императорское Вольное экономическое общество (И. В. Э. О.) — одно из старейших научных обществ России, по сути первая общественная организация Российской империи. Учреждено в Санкт-Петербурге в царствование императрицы Екатерины II. Фактически прекратило работу в 1915 году (официально — в 1919 году).
В 1982 году возникла организация Научное экономическое общество, в 1992 году переименованная в «Вольное экономическое общество России» и с тех пор претендующая на преемственность с дореволюционным обществом.

## История
Вольное экономическое общество было создано на заре Русского Просвещения. У истоков стояли крупные землевладельцы, которые видели задачу общества в повышении эффективности сельскохозяйственного производства в России.
Собрание учредителей Общества для принятия устава состоялось 15 (26) июня 1765 года. В числе учредителей значились: граф Р. И. Воронцов, граф Г. Г. Орлов, граф И. Г. Чернышев, А. В. Олсуфьев, барон А. И. Черкасов, Г. Н. Теплов, И. И. Тауберт, Т. И. Клингштет, А. А. Нартов, И. Модель, И. Леман, И. Фальк, а также учёный секретарь и член медицинской коллегии Пекен и ещё придворный садовник Эклебен.
Получив послание членов-основателей общества, Екатерина II 31 октября (11 ноября) 1765 года направила им ответное послание, в котором одобрила инициативу создания Вольного Экономического общества.
Общество имело целью изучение положения русского земледелия и условий хозяйственной жизни страны и распространение полезных для сельского хозяйства сведений. Одним из первых в России стало собирать статистические сведения (в частности, о состоянии почв и лесов, о хлебной торговле и разведении пчёл, о селекции скота и т. д.).
Права и привилегии Вольного экономического общества подтверждались особыми Высочайшими рескриптами при начале каждого царствования.
По состоянию на 1859 год Вольное экономическое общество состояло из трёх отделений:
- сельскохозяйственного;
- сельскохозяйственных технических производств и земледельческой механики;
- политической экономии и сельскохозяйственной статистики.

Многие члены общества были видными англоманами и активно осваивали в своих поместьях аграрные инновации, преимущественно английские. Общество проводило просветительскую деятельность — организовывало публичные лекции и сельскохозяйственные выставки. Под Петербургом действовал опытный участок — т. н. Охтинская ферма. С 1801 по 1836 г. в ведении Общества также находился большой участок Петровского острова.
После отмены крепостного права Вольное экономическое общество стало очагом либеральной и демократической мысли. Члены Общества видели отсталость царской России и требовали дальнейшего проведения реформ. Чтобы обуздать излишние свободомыслие, правительство поставило общество под контроль Министерства земледелия. В числе других полицейских стеснений был наложен (в 1900 г.) запрет на проведение публичных заседаний. Предположение о выработке нового устава осталось без движения (1906).
Общество фактически свернуло свою деятельность в 1915 году. Продолжал работать лишь Совет Общества, после Февральской революции предпринимавший попытки возобновить его полноценную деятельность.

### Руководство
Во главе общества стоял выборный президент. Первоначально, согласно уставу, президенты выбирались на 4 месяца (первым был А. В. Олсуфьев — до 01.01.1766); с 1779 года — на восемь месяцев; наконец, с 1872 года — на год, причём президенты обыкновенно оставались на протяжении нескольких лет. Поэтому в период с 1765 по 1782 годы число президентов было весьма значительно — 38 человек:
- ….1765 — 1.01.1766; 1769; 1773 — Олсуфьев, Адам Васильевич
- [уточнить]
- 1770-е — Клингштет, Тимофей Иванович
- [уточнить]
- ….11.1782 — ….09.1784 — Бриль, Адам Иванович
- ….10.1784 — 28.10.1788 — Остерман, Иван Андреевич
- 28.10.1788 — 22.05.1794 — Ангальт, Фёдор Астафьевич
- ….08.1794 — 1796 — Пассек, Пётр Богданович
- 3.01.1797 — 2.04.1813 — Нартов, Андрей Андреевич
- 1813 — 5.05.1823 — Богуш-Сестренцевич, Станислав
- 1823—1840 — Мордвинов, Николай Семёнович
- 1841—1845 — Грейг, Алексей Самуилович (вице-президент)
- 1841—1859 — Ольденбургский, Пётр Георгиевич
- 3.04.1859 — ….10.1860 — Миддендорф, Александр Фёдорович
- 7.11.1860 — ….09.1861 — Васильчиков, Виктор Иларионович
- 5.10.1861 — ….12.1865 — Ковалевский, Евграф Петрович (старший)
- ….12.1865 — 1868 — Волков, Сергей Иванович
- 1869—1871 — Суворов, Александр Аркадьевич
- [уточнить]
- 1882—1884 — Кавелин, Константин Дмитриевич
- 1885—1894 — Корф, Павел Леопольдович
- 1895—1905 — Гейден, Пётр Александрович
- 1906—1909 — Фаминцын, Андрей Сергеевич
- 1909—1911 — Посников, Александр Сергеевич
- [уточнить]
- 1917 — Керенский, Александр Фёдорович
- — 1919 — [уточнить]

### Проект М. В. Ломоносова
Первый документ, относящийся к истории Вольного экономического общества, был написан русским учёным Михаилом Ломоносовым в 1763 году. Это «Мнение об учреждении Государственной коллегии (сельского) земского домостроительства», который сегодня хранится в Архиве Российской академии наук. На трёх листах схематично изложена концепция организации, состоящей из высокообразованных людей, чьими обязанностями будет «читать иностранные книги и весть корреспонденцию», «читать сочинения и рассуждать» и регулярно «сообщать новые в коллегию в натуре приключения». Управлять организацией должны президент и вице-президент, «весьма знающие в натуральных науках», а её основой станут «члены по всему государству» — дворяне-корреспонденты и управляющие «государственных и дворцовых деревень» . Их сообщения о практическом опыте ведения хозяйства, «известия и ведомости о погодах и о урожаях, и недородах, о пересухах», «о продуктах», деревенских ремеслах, каналах, дорогах, почвах и лесах, а также «о экономии» в целом должны были поступать в Коллегию, обобщаться экспертами, среди которых М. В. Ломоносов предполагал физиков, механиков, химиков, геологов, ботаников, медиков и пр., и регулярно, не реже одного раза в год издаваться в виде сборников научно-практических статей.
После смерти М. В. Ломоносова его идеи были реализованы в Плане и Уставе Вольного экономического общества: «Общество сие, основанное на добровольном соединении членов, управляться будет само собою, под председанием Президента, чрез каждые четыре месяца балотированием выбираемого. По той же самой причине вовсе отрешаются как между вступающими ныне, так и впредь принимаемыми членами все споры о рангах и старшинстве, и каждый без предосуждения другому, садится где ему угодно. Собрания имеют быть по однажды в неделе, в определяемый к тому день».

### Создание общества
12 октября 1765 года группа известных в России и влиятельных государственных деятелей обратилась к Екатерине II с просьбой оказать личное высочайшее покровительство их добровольному объединению с целью поиска, апробации и популяризации прогрессивных способов ведения хозяйства и развития экономики государства. Обращение подписали 15 особ, среди которых были генерал-адъютант Екатерины II граф Григорий Орлов, крестник Петра Великого сенатор Адам Олсуфьев, действительный тайный советник Роман Воронцов, обер-прокурор Сената Иван Чернышев, будущий президент Берг-коллегии Андрей Нартов, ученые Российской академии наук и Медицинской коллегии.
В письме учредителей ВЭО к императрице говорилось: «…мы, всеподданнейшие, соединились добровольным согласием установить между нами собрание, в котором вознамерилися общим трудом стараться о исправлении земледелия и домостроительства. Ревность наша и усердие сколь ни велики, но когда подкреплены не будут покровительством Монаршим, то и труд наш будет без претворения. Сего ради дерзновенно приемлем просить Ваше Императорское Величество, дабы имели счастие быть под единственным только Вашего Императорского Величества покровительством, и чтоб Общество наше управлялось в трудах своих собственными своими между собою обязательствами и установлениями, почему и называлось бы во всех случаях Вольным Экономическим Обществом…»
К письму были приложены План и Устав ВЭО. Доставил их императрице лично Григорий Орлов. 2 ноября 1765 года из Зимнего дворца пришло ответное послание, в котором Екатерина II одобрила эту инициативу: «…Намерение, вами предпринятое к исправлению земледелия и домостроительства, весьма Нам приятно, а труды от него происходящие будут прямым доказательством вашего истинного усердия и любви к своему отечеству. План и устав ваш, которыми вы друг другу обязались, Мы похваляем и в согласие того Всемилостивейше апробуем, что вы себя наименовали Вольным Экономическим Обществом. Извольте быть благонадежны, что Мы оное приемлем в особливое Наше покровительство…».
Все последующие российские императоры, за исключением Павла I, при вступлении на российский престол специальным рескриптом неизменно подтверждали свое особое покровительство деятельности ВЭО, отмечая её значимость для государства.
Дата на письме Екатерины II в адрес учредителей Вольного экономического общества — 31 октября 1765 года, считается днём основания ВЭО.

### Деятельность до отмены крепостного права
Приоритетом первых ста лет существования ВЭО было развитие и модернизация сельхозпроизводства, как основной отрасли экономики в Российской Империи. Деятельность экономистов в этот период имела выраженную практическую направленность, в ней так или иначе находили отражение все хозяйственные проблемы страны.
Все члены организации должны были проводить в своих имениях практические опыты по выращиванию и акклиматизации новых сортов зерновых культур, кормовых трав, овощей и фруктов, испытывать новые сельхозорудия, применять на практике прогрессивные приемы земледелия, животноводства, рыбоводства и т. д., описывать свои опыты и присылать отчеты в Санкт-Петербург, где располагалось Императорское Вольное экономическое общество. Статьи рассматривались на заседаниях Совета ВЭО, лучшие из них публиковались в сборниках «Труды Вольного экономического общества».
В 1766 году в «Трудах ВЭО» и в газетах было напечатано объявление о конкурсе на лучший с экономической точки зрения ответ на вопрос «В чём состоит собственность земледельца — в земле ли его, которую он обрабатывает, или в движимости, и какое он право на то и другое для пользы общественной иметь может?». В ответ было получено 160 работ на русском, немецком, французском языках и на латыни. Конкурс вызвал огромный интерес в Европе. Среди его участников были Леонард Эйлер, А. Я. Поленов, А. П. Сумароков и др. По мнению некоторых исследователей, одну из работ (в архивах ВЭО ей присвоен № 71) на конкурс направил молодой А. Н. Радищев. Труд отличается от всех остальных безоговорочным решением вопроса о собственности, в том числе на землю, в пользу крестьян.
ВЭО содержало несколько опытных хозяйств, пасек, занималось закупкой и распространением семян, издавало специальные пособия по разведению, хранению и приготовлению новых в то время для России промысловых культур, таких как картофель, подсолнечник, сахарная свекла, табак, кукуруза и пр. В 1768 году именно в «Трудах ВЭО» вышла первая статья о разведении картофеля, с которой началась активная кампания ВЭО по распространению опыта выращивания этого корнеплода в России.
Члены ВЭО внимательно следили за техническими новинками, нередко присылали на рассмотрение в Совет Общества свои изобретения по механике и деревенской архитектуре. Ещё в первой редакции Устава ВЭО значилось: «…следить за иностранным хозяйством и выписывать из тех мест, где земледелие процветает, модели лучших пахотных орудий и хранить их при Обществе». Чертежи и описания публиковались в «Трудах ВЭО».
В 1803 году при Вольном экономическом обществе был открыт постоянно действующий музей сельхозинвентаря и техники. В нём были представлены действующие модели различных сельскохозяйственных приспособлений или их уменьшенные копии. С 1824 г. по 1845 год ВЭО содержало собственную механическую мастерскую, которая делала современные земледельческие орудия на продажу по умеренным ценам.
Члены ВЭО трижды (1766—1784, 1790—1815, 1845—1853) проводили кампании по сбору сведений о жизни в регионах Российской Империи. Вопросы анкет охватывали все стороны экономической статистики. Отчеты и очерки периодически выходили отдельными статьями в «Трудах ВЭО». Предоставление в Общество хозяйственных описаний «частных российских наместничеств» поощрялось денежными наградами, а также золотыми и серебряными медалями. Первым, кто прислал в ВЭО свое сочинение о Каширском уезде Московской губернии, был писатель, ученый, основатель российской агрономии А. Т. Болотов. В 1851 году министр государственных имуществ П. Д. Киселёв официально пригласил ВЭО собирать сведения об экономике для нужд правительства.
Более века (1765—1895) Вольное экономическое общество являлось научно-практическим центром по распространению оспопрививания. Во второй половине XVIII века в «Трудах ВЭО» публиковались статьи, наставления и задачи, побуждающие здоровое население до начала эпидемий добровольно прививать натуральную оспу. После открытия Э. Дженнером нового более безопасного способа предупреждения болезни ВЭО занялось пропагандой прививания людям коровьей оспы. С 1824 по 1857 год по высочайшему распоряжению Николая I каждая губерния должна была ежегодно переводить в ВЭО по 1000 р. на осуществление деятельности по оспопрививанию. Существенные пожертвования делали и сами члены Общества. На эти средства закупались и отправлялись в регионы стекла и ланцеты для прививок, печатались учебные пособия, рекламные листовки о пользе оспопрививания и производилась подготовка специалистов по вакцинации. В 1846 году в доме Вольного экономического общества начал работать первый в России постоянно действующий прививочный кабинет.
В 1849 году Вольное экономическое общество организовало первую научную экспедицию по изучению Чернозёмной полосы, в которой принимали участие П. П. Семенов (Тян-Шанский) и Н. Я. Данилевский.
В 1850 году по инициативе президента ВЭО принца П. Г. Ольденбургского Общество впервые в России организовало и провело в Санкт-Петербурге общероссийскую сельскохозяйственную выставку. На ней было представлено более 3500 экспонатов: различные сорта сельскохозяйственных и промышленных культур, домашний и рабочий скот, продукция животноводства, промтовары, машины и модели усовершенствованных сельхозорудий, образцы почв, руд, глины, соли и т. д. Призовой фонд выставки превысил 13 500 руб. серебром. Помимо денежных призов было вручено 505 золотых и серебряных, 180 бронзовых медалей. Участники съехались из всех губерний Европейской части России, а также из Сибири, Финляндии и с Кавказа. Следующая подобная выставка состоялась только спустя 10 лет и вновь проходила под эгидой Вольного экономического общества. С тех пор масштабные кустарно-промышленные выставки стали самыми популярными в России.

### Экономисты после отмены крепостного права
Незадолго до отмены в России крепостного права деятельность Вольного экономического общества разделилась на несколько направлений. Помимо узких сельскохозяйственных задач на его заседаниях все чаще стали обсуждаться политэкономические вопросы. ВЭО стало местом притяжения многих прогрессивных ученых и видных общественных деятелей второй половины XIX века.
В апреле 1861 года по инициативе С. С. Лашкарева при Императорском ВЭО был создан Комитет грамотности для обучения крестьян счету, чтению, письму и основам права. Поддержку Комитету оказывала Великая княгиня Елена Павловна (супруга великого князя Михаила Павловича, активная сторонница отмены крепостного права), которая считала просветительскую деятельность важнейшей в связи с происходящими в стране либеральными реформами. В своем письме в ВЭО она писала: «Постепенно возрастающая, и в виду предпринятых Правительством преобразований, несомненно долженствующая ещё усилиться в народе грамотность, заставляет в настоящее время обратить особое внимание на издание книг для народного чтения, способных служить для сельских жителей полезным наставлением по разным отраслям их занятий». Комитет грамотности занимался созданием сельских школ, формированием библиотек, обеспечением учебными пособиями и адаптированной литературой, подготовкой учителей, изданием книг для народного чтения. В 1895 году под давлением властей Санкт-Петербургский комитет грамотности, численность которого доходила уже до 3000 человек, был закрыт. Как писали «Московские ведомости» в 1896 году, за «стремление интеллигенции захватить, по возможности, в свои руки народную школу и направить её сообразно своим идеалам и политическим целям».
27 декабря 1883 года в России было принято «Нормальное положение о низших сельскохозяйственных школах», в основу которого был положен проект, разработанный Вольным экономическим обществом.
В декабре 1861 года при Вольном экономическом обществе был создан Политико-экономический комитет, единственный в своем роде во всей Российской империи. Во многом благодаря возможности обсуждения в ВЭО теоретических вопросов, связанных с развитием экономики, в России начала складываться собственная экономическая школа. Членами Политико-экономического комитета являлись ученые, экономисты, высокопоставленные чиновники, в том числе А. В. Советов, В. П. Безобразов, Е. И. Ламанский, С. А. Грейг, Н. И. Тарасенко-Отрешков, И. В. Вернадский, а также писатели и публицисты И. А. Арсеньев, В. А. Владимирский, Н. Я. Дубенский, Д. Д. Протопопов и др. Заседания Комитета с разной интенсивностью проходили на протяжении 35 лет.
В 1865 году на деньги Императорского ВЭО Н. В. Верещагин организовал в Тверской губернии первую крестьянскую сыроваренную артель, положившую начало развитию в России молочной промышленности. По договоренности с Обществом Н. В. Верещагин должен был ежегодно создавать по пять аналогичных предприятий в разных регионах. С 1866 по 1869 г.г. ВЭО ежегодно выделяло из своего бюджета по 1300 рублей на обучение сыроваров, замену сломанного оборудования и первоначальные организационные нужды.
В 1867—1868 гг. совместно с Русским географическим обществом ВЭО организовало и провело несколько экспедиций по исследованию хлебной торговли. Отчеты были опубликованы в трехтомнике «Труды экспедиции, снаряженной Императорским Вольным Экономическим и Русским Географическим Обществами, для исследования хлебной торговли и производительности в России» и пользовались большой популярностью на протяжении многих лет.
В 1866 году ВЭО поддержало инициативу Д. И. Менделеева провести серию опытов по использованию химических удобрений в сельском хозяйстве, оплатив аренду участков, работу «наблюдателей», инструменты, удобрения и семена. Это позволило в течение двух лет доказать необходимость известкования кислых почв, опробовать варианты использования размолотых фосфоритов и суперфосфата, азотных и калийных удобрений для повышения урожайности зерновых, испытать несколько вариантов одновременного внесения минеральных и органических удобрений. В результате на опытных полях было собрано в несколько раз больше зерна, чем в соседних хозяйствах.
В 1871 году Пчеловодную комиссию Вольного экономического общества возглавил А. М. Бутлеров, внесший большой вклад в техническое и технологическое перевооружение отечественного пчеловодства.
В 1877 году при Вольном экономическом обществе была создана Почвенная комиссия, члены которой, в том числе А. В. Советов, Д. И. Менделеев, А. М. Бутлеров, В. В. Докучаев и А. И. Ходнев, выступали противниками так называемого закона убывающего плодородия почв. В 1877—1881 году ВЭО профинансировало экспедиции В. В. Докучаева по изучению черноземов, в результате которых был разработан метод полевого описания почв и возникло понимание их зонального распределения. В 1880 году при ВЭО был открыт Почвенный музей, просуществовавший вплоть до Революции, где хранились сотни образцов почв из всех регионов России. На основе этой коллекции Докучаев с учениками создавали почвенные карты различных территорий.
К 1885 году в связи с появлением большого числа профессиональных отраслевых обществ ВЭО практически перестало заниматься вопросами сельхозпроизводства, практически полностью переключившись на просветительскую деятельность.
Во время голода 1891—1892 и 1893—1894 гг. Комитет грамотности ВЭО организовал сбор и доставку денег, зерна и гуманитарной помощи в пострадавшие от неурожая губернии. Эти действия спровоцировали конфликт Вольного экономического общества и Министерства внутренних дел, запрещавшего всякое публичное обсуждение гуманитарной катастрофы и упоминание в прессе слова «голод».

### Противостояние в последние годы
К концу XIX века Императорское ВЭО превратилось в оппозиционное правительству научное сообщество, где высказывались самые полярные точки зрения. Открытые лекции ведущих политэкономов в Доме Вольного экономического общества пользовались большой популярностью у петербуржцев, особенно у университетской молодежи. В конце 1880-х с лекциями в ВЭО выступали М. И. Туган-Барановский и П. Б. Струве, члены Политико-экономического комитета ВЭО.
В 1895 году особенно острые высказывания некоторых либерально настроенных деятелей ВЭО вызвали недовольство правительства. Работа ВЭО впервые оказалась под запретом. Власти требовали изменить устав общественной организации, передать Комитет грамотности в ведение Министерства образования. А самому ВЭО предписывалось сосредоточить все внимание на развитии сельского хозяйства, не касаясь общеэкономических и политэкономических вопросов. С 1895 года формально Вольное экономическое общество было переведено в подчинение Министерству государственных имуществ. В 1900 г. Николай II распорядился создать комиссию для выработки проекта нового устава ВЭО. Члены Общества бойкотировали эти решение и продолжали заниматься своей деятельностью, ссылаясь на Устав, утвержденный в 1872 году. На заседаниях экономистов нередко дежурили жандармы.
В 1904 году членам Вольного экономического общества было окончательно запрещено проводить свои собрания. Тем не менее в 1903—1905 гг. при ВЭО работала Крестьянская комиссия во главе с Н. Ф. Анненским, созданная для изучения влияния рыночных отношений на жизнь, быт и способы хозяйствования простого народа. Комиссия выявила прямую зависимость неурожаев и усиления революционных настроений среди крестьянства. В итоге была собрана подробная информация о причинах и ходе развития крестьянского движения в России накануне революции 1905 года.
Манифест 1905 года позволил ВЭО ненадолго возобновить свою работу в полном объёме. В 1914 году ВЭО занялось организацией помощи сельскому населению в пострадавших от войны районах. На заседаниях Общества обсуждались экономические действия властей в условиях военного времени. Звучало много критики. Вскоре собрания в Доме Вольного экономического общества вновь были запрещены.
150-летие Вольного экономического общества отмечалось в ноябре 1915 года в Москве, в Московском обществе сельского хозяйства. Подводя в тот год итоги деятельности Общества, президент ВЭО М. М. Ковалевский писал: «Нет русской газеты, которая бы так или иначе не отозвалась на 150-летний юбилей. И к чести нашей печати надо сказать, что почти все, без различия, партии, сумели оценить всё, сделанное им не только в сфере нашей сельскохозяйственной жизни, не только в области народного образования и народного продовольствия, развития кустарной промышленности, поднятия вопроса о кооперативах, но и в подготовке крестьянской эмансипации и наделения крестьян землею».
После Февральской революции президентом ВЭО был избран А. Ф. Керенский.[уточнить]
В 1918 году члены Вольного экономического общества взяли на себя организацию похорон Г. В. Плеханова. В полдень 9 июня 1918 года гроб с телом «отца русского марксизма» вынесли из Дома ВЭО и траурная процессия (до 10 000 человек) направилась на Волково кладбище.
В 1919 году, под угрозой репрессий со стороны большевиков, деятельность Вольного экономического общества была прекращена.

## Издания
С 1766 года общество регулярно издавало «Труды Императорского Вольного экономического общества» — периодическое издание по сельскому хозяйству и образованию. Оно устраивало сельскохозяйственные выставки, распространяло идеи о необходимости прививок от оспы.
С 1899 года по настоящее время выходит журнал «Почвоведение».
Кроме того, Общество ежегодно издавало многочисленные книги и брошюры по сельскому хозяйству, вопросам земледелия, почвоведения, земского движения и пр.

## Комитеты и комиссии при Обществе
При ВЭО состоял Комитет грамотности, закрытый в 1896 году.
Музеи
- Центральный педологический музей им. В. В. Докучаева (с 1904 года)
- Народной промышленности
- Моделей и машин
- Минералогический
- Почвенная, ботаническая и зоологическая коллекции.

Комиссии
- Чернозёмная комиссия — 1877 года
- Почвенная комиссия — С 1888 года. Организовал и возглавил В. В. Докучаев[3]
- Статистическая
- По крестьянскому вопросу
- По бесплатной рассылке книг

Библиотека
Общество выписывало все основные печатные издания по сельскому хозяйству XVIII-XIX веков, и обладало большой библиотекой.

## Награды
Со времени Екатерины обществом присуждались золотые, серебряные и медные медали. За присутствие на заседаниях общества также вручались (по примеру Французской академии) золотые и серебряные жетоны.
С 1860 по 1873 годы раз в два года обществом присуждались медали имени великой княгини Елены Павловны (т. н. Еленинская премия). В частности, эту награду в 1870 году получил А. Бутлеров.
К столетнему юбилею общества (1865) была выпущена специальная медаль.

## Здания
Для проведения заседаний общества граф Г. Г. Орлов заказывает у архитектора Ж. Б. Валлен-Деламота проект здания на углу Невского проспекта и Дворцовой площади в Санкт-Петербурге. Подписанный автором в 1766 году, проект был реализован в течение 1768—1775 годов.
В 1780 году здание перестраивалось.
В начале XIX века на месте старого здания был выстроен Главный штаб. Для нового размещения общества в 1844 году был выделен участок на Забалканском проспекте со зданием в стиле классицизма 1806—1810 гг. постройки (перестроено в 1836 году).
Комплекс зданий дома Вольного экономического общества — памятник архитектуры федерального значения. Основное здание (Московский проспект, 33) занимает учебный корпус Университета культуры и искусств. Во флигеле (4-я Красноармейская улица, 1) — дом Плеханова, филиал Российской национальной библиотеки.
В 1765—1772 годах еженедельные собрания Вольного экономического общества проходили преимущественно в принадлежавшем Г. Г. Орлову Штенгельмановом доме на Васильевском острове в Петербурге, там же хранилась экономическая библиотека. В 1775 году завершилось строительство дома Вольного экономического общества (архитектор Ж.-Б. Валлен-Деламот) по адресу Невский проспект, д. 2. В нём Общество работало до 1844 года, затем по требованию Николая I здание было выкуплено в пользу военного ведомства и после реконструкции 1844—1845 гг. вошло в ансамбль зданий Генерального штаба.
С 1844 года по 1918 г. ВЭО располагалось в доме Галчонковой на углу Обуховского проспекта и 4-й роты Измайловского полка. Современный адрес — Московский пр-т, д. 33. Сейчас здание принадлежит Санкт-Петербургскому государственному университету культуры и искусств. Во флигеле (Московский пр-т, д.33, к.1), где с 1872 по 1918 гг. размещался Почвенный музей ВЭО и химическая лаборатория, сейчас находится Дом Г. В. Плеханова (филиал Российской национальной библиотеки им. М. Е. Салтыкова-Щедрина).